# Valla, Täby kommun
Valla är en kommundel i Täby kommun. Den ligger i kommunens västra del och gränsar i väster till Litsby, i norr till Såsta i öster till Broby och i söder till Ella Park.
I den södra delen ligger bostadsområdena Vallabrink  och Vallatorp